# Савока
Са̀вока (на италиански: Savoca; на сицилиански: Sauca, Саука) е село и община в Южна Италия, провинция Месина, автономен регион и остров Сицилия. Разположено е на 330 m надморска височина. Населението на общината е 1821 души (към 2011 г.).